# Халич (Лучењец)
Халич (слч. Halič) насељено је мјесто са административним статусом сеоске општине (слч. obec) у округу Лучењец, у Банскобистричком крају, Словачка Република.

## Становништво
| Година:    | 1994. | 2004.   | 2014.   | 2024.   |
| ---------- | ----- | ------- | ------- | ------- |
| Број људи: | 1547  | 1697    | 1670    | 1656    |
| Разлика:   |       | +9,69 % | -1,59 % | -0,83 % |

| Година:    | 2023. | 2024.   |
| ---------- | ----- | ------- |
| Број људи: | 1647  | 1656    |
| Разлика:   |       | +0,54 % |

Према подацима о броју становника из 2011. године насеље је имало 1.688 становника.